# Thibault Ier de Laval
Thibault Ier de Laval-Loué, seigneur de Brée, Saint-Aubin, chambellan du roi Charles VI. Il ne vivait plus en 1433. Il succéda à son frère Jean de Laval-Loué comme seigneur de Loué et Benais.

## Famille
Fils de Guy Ier de Laval-Loué, il avait épousé Jeanne de Maillé-Brézé. Il en eut six enfants :
- Guy[2] ;
- Thibault II de Laval-Loué, auteur de la branche de Laval-Bois-Dauphin ;
- Jean, auteur du rameau de Laval-Brée ;
- Anne, dame de la Basique, mariée à Guy Turpin, chevalier, seigneur de Crissé. Ils vivaient le 23 février 1429 ;
- Jeanne, épouse de Guillaume III, seigneur de Courceliers ;
- Marie, femme de Pierre de Champagne (-Parcé), mort en 1485, seigneur de Parcé, Avoise et Pescheseul, chevalier du second ordre du Croissant : leur fils aîné René continua les sires d'Avoise et de Parcé ; et leur cadet, Brandelis (III), hérita Villaines-la-Juhel et Villaines-sous-Malicorne de son père, puis La Suze et Louplande vers 1503 de sa cousine Anne de Champagne, veuve de René de Laval-Retz.

## Histoire
Il assista en 1384 au traité de mariage de Guy XII de Laval, sire de Laval, avec Jeanne de Laval, dame de Châtillon. 
Raoul de Montfort étant mort en 1419, Anne de Laval envoie Thibault Ier de Laval, son cousin, se saisir des châteaux de Montfort et Gaël. Charles et Guillaume de Montfort, frères de Guy XIII, s'opposent à cette prise de possession, et se viennent assiéger Thibault à Montfort. Pour éviter une guerre, on convint de mettre ces places entre les mains du duc de Bretagne. Pour rétablir la paix, Thibault leur consent de donner la vaisselle et le mobilier de leur père. Les frères s'engagèrent ensuite à garder eux-mêmes bien et loyaument les dites ville et chastel, au profit de madame Anne de Laval et de messeigneurs ses enfants à la suite de l'intervention du duc de Bretagne.